# ميخائيل ترافيس
ميخائيل ترافيس (بالإنجليزية: Michael Travis)‏ (6 مايو 1993 ببيترماريتزبرغ في جنوب أفريقيا - ) هو لاعب كرة قدم جنوب أفريقي في مركز الدفاع. لعب مع نادي مونتروز لكرة القدم ونادي اربوراث وفورفار أثلتيك ‏ ونادي ليفينغستون لكرة القدم.

## وصلات خارجية
- ميخائيل ترافيس على موقع قاعدة بيانات كرة القدم.إي يو (الإنجليزية)
- ميخائيل ترافيس على موقع Soccerway.com (الإنجليزية)